# Wilgarup River
Der Wilgarup River ist ein Fluss im Südwesten des australischen Bundesstaates Western Australia.

## Geografie
Der Fluss entspringt etwa 30 Kilometer nordöstlich von Manjimup. Er fließt zunächst in südwestlicher und südlicher Richtung bis Dingup. Dort wendet er seinen Lauf nach Südosten und beschreibt östlich von Nyamup eine Schleife nach Osten. Dort unterquert er den Muirs Highway und mündet südlich von Nyamup in den Warren River.